# 糖醋排骨

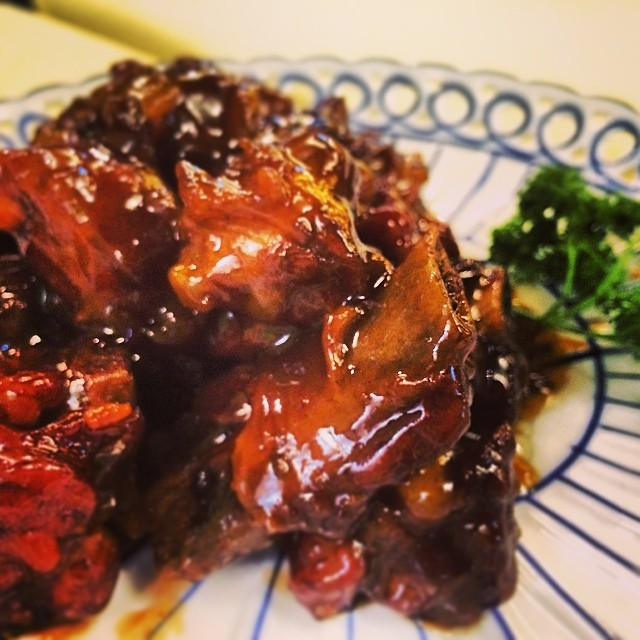
糖醋排骨

糖醋排骨是淮揚菜中比较普及的排骨菜式，冷热均可。該菜式起源江蘇苏州，后傳播至中國各地。

## 制法
排骨剁节，用酱油、淀粉、黄酒抓匀淹渍，炸透炸酥，在另一锅内放少量水、盐、白糖、番茄酱、醋，小火煮成汁，将炸好的排骨放入，稍微翻搅，淋上麻油，出锅上桌。

## 趣闻
- 张爱玲曾经说，从外表上看，广东女孩象糖醋排骨，上海女子好像粉蒸肉。（《沉香炉第一炉香》）
- 《糖醋排骨有点酸》是在2003年高考当中产生、出自某湖南考生之笔的颇有名气的优秀作文。作者用糖醋排骨的做法和他与一个小伙伴之间乐在其中的玩耍、误会离散、相识和好的故事两条线路交替进行，糖醋排骨的做法和文中主角的故事相映成趣，在高考作文中显得格外新颖。